# Tronio

Mapa de la zona de Grecia central donde se ubican algunas de las principales ciudades de la antigua Lócride. Tronio se ubicaba en la parte oriental.

Tronio (en griego, Θρόνιο) es el nombre de una antigua ciudad griega de Lócride Epicnemidia, que fue mencionada por Homero en el Catálogo de las naves de la Ilíada, donde se sitúa a orillas del río Boagrio.
Estrabón la ubica a treinta estadios de la ciudad de Escarfia y a veinte de la de Tarfe. Añade, como Homero, que por allí pasaba el río Boagrio.
En el año 431 a. C., durante la guerra del Peloponeso, las tropas atenienses al mando de Cleopompo se apoderaron de la ciudad y tomaron rehenes de entre sus habitantes.
Según Demetrio de Calatis, Tronio fue una de las poblaciones que resultó afectada por un tsunami que tuvo lugar después de un terremoto. La fecha de este evento fue el 426 a. C.
Fue, junto con Escarfia, una de las dos únicas ciudades de Lócride Epicnemidia que acuñaron moneda.
Se localiza en una colina llamada Paleokastro, cerca del pueblo de Kenurgio, antes conocido como  Pikraki, donde se han encontrado restos antiguos que pertenecen principalmente a los periodos helenístico y romano.